# Arsène Mersch
Arsène Mersch (Koerich, 14 dicembre 1913 – Koerich, 12 luglio 1980) è stato un ciclista su strada e ciclocrossista lussemburghese.
Professionista dal 1934 al 1940, vinse una tappa al Tour de France 1936.

## Carriera
Passò professionista nell'agosto del 1934, dopo essere stato campione nazionale tra i dilettanti. Nel 1935 vinse una tappa alla Volta a Catalunya e i campionati nazionali; nel 1936 vinse una tappa al Giro del Belgio e la tappa finale del Tour de France, oltre ai campionati lussemburghesi di ciclocross. Nel 1938 vinse una tappa al Giro di Svizzera, ripetendosi l'anno successivo, anno in cui fu anche campione nazionale su strada e nel ciclocross. Anche il fratello Josy Mersch fu ciclista professionista.

## Palmarès

### Strada
- 1932 (Dilettanti)

Campionati lussemburghesi, Prova in linea esordienti
- 1934 (Dilettanti)

Campionati lussemburghesi, Prova in linea dilettanti
Liège-Marche-Liège
Tour des 4 Cantons Luxembourgeois
Grand-Prix François Faber
Circuit des 3 Villes Frontières
- 1935 (Dilecta-Wolber, due vittorie)

2ª tappa Volta a Catalunya
Campionati lussemburghesi, Prova in linea
- 1936 (Dilecta-Wolber, due vittorie)

5ª tappa Giro del Belgio (Liegi > Bruxelles)
21ª tappa Tour de France (Caen > Parigi)
- 1937 (Ruche, una vittoria)

1ª tappa, 2ª semitappa Grand-Prix Sanal - Nancy
- 1938 (Ruche, una vittoria)

1ª tappa Tour de Suisse (Berna > Sciaffusa)
- 1939 (Lapébie, due vittorie)

Campionati lussemburghesi, Prova in linea
8ª tappa Tour de Suisse (Rorschach > Zurigo)

#### Altri successi
- 1934

Critérium diMons-lez-Liège
Critérium di Hollogne
Critérium di Ans
- 1936

Critérium di Nyon
- 1938

Critérium di Cannes
Circuito Marco Cremonese

### Cross
- 1936

Campionati lussemburghesi
- 1938

Campionati lussemburghesi
- 1939

Campionati lussemburghesi

## Piazzamenti

### Grandi Giri
- Tour de France

1936: 5º
1937: 27º
1938: 32º
1939: ritirato (8ª tappa, 2ª semitappa)

### Classiche monumento
- Liegi-Bastogne-Liegi

1936: 10º
1938: 45º

### Competizioni mondiali
- Campionati del mondo su strada

Lipsia 1934 - In linea Dilettanti: ritirato
Floreffe 1935 - In linea: 6º
Berna 1936 - In linea: ritirato
Valkenburg 1938 - In linea: 8º